# 浦敬一
浦 敬一（うら けいいち、万延元年4月4日（1860年5月24日） - 1889年（明治22年）失踪）は明治時代の政治活動家、スパイ、大陸浪人。平戸藩出身。専修学校を卒業、大阪内外新報、長崎鎮西日報等で記者を務めた後、清に渡り、清国改造を唱える漢口楽善堂に参加、ロシア帝国の南下を防ぐため新疆偵察に向かい、消息を絶った。

## 生涯

### 生い立ち
万延元年（1860年）4月4日、平戸藩士坂本琢左衛門と澄子の次男として平戸島西ノ久保の母の実家に生まれ、事前の約束通り浦貞元の養子に出された。貞元の京都、壱岐赴任中は養母道子一人に育てられ、藩儒片山尚絅に学業の監督を受けた。
井上寅之助に読書習字を学んだ後、藩校維新館に入学、藩学寮値賀亘塾にも学び、明治5年（1872年）の廃校後は山県勇三郎等と楠本瑞山に学んだ。
九州を回った貞元から鹿児島での士族の活動を聞き、遊学を熱望するも許されず、代わりに1874年（明治7年）松浦縮蔵の誘いで父貞元と東京に上り、市川遂庵に書、大橋訥庵に経学を学び、征韓論者志佐要一郎の薫陶を受け、1877年（明治10年）5月帰郷した。
廃藩置県後、1879年（明治12年）2月平戸警察署巡査となり、武生水警察署に転任、1880年（明治13年）11月平戸に戻り、辞職した。

### 東京留学
1881年（明治14年）平戸に帰省中の滋賀県令籠手田安定に父貞元が上京の斡旋を依頼し、4月22日大津に出たが、安定は上京中だったため、30日東京に出て面会したところ、大津で警察御用掛から警部になることを勧められたため、これを断り東京に留まった。
当初中村正直の同人社に入学し、12,3の児童等と英語、数学の初歩を学んだが、卒業に5年かかることから、9月1日専修学校に転じ、松浦詮に学資の援助を受けながら法律学、経済学を学び、英語、ドイツ語を兼修した。1883年（明治16年）7月法律科を卒業、3日の卒業式で講演した「権利論」では天賦人権論を否定、民権派を批判した。
卒業後、専修学校に科外講座設置を依頼したほか、鎌倉円覚寺の今北洪川に入門、1884年（明治17年）3月下糟屋村普済寺に参禅した。
12月高橋健三の勧めでアメリカ留学を検討中、4日甲申事変が勃発、清の情勢に目を向けるようになった。
1885年（明治18年）には巨文島事件を受けて陸軍士官学校教師に軍事学を学び、4月習志野演習場の野営演習を見学、5月には大蔵平三の伝で、新潟から上陸した軍隊を東京から迎え撃つ行軍演習を視察した。

### 記者時代
官報局長青木貞三の下で内閣制度起草に参加し、1885年（明治18年）12月無事成立後、貞三の推薦で大阪市の内外新報社に就職した。
1886年（明治19年）1月平戸に帰省した際、佐々澄治が主筆を務める鎮西日報が丸山作楽により売却される話を聞き、2月長崎に出て、県令石田英吉、書記官北原雅長や各地の運動家に反対を働きかけ、澄治へ1,000円で売却することで決着した。
2月長崎を離れ、熊本で佐々友房、熊谷直亮、宮崎民蔵、久留米で鹿野淳二、樋口勇夫、秋月で田島慕、平江実、福岡で箱田六輔、香月恕経、進藤喜平太等と交流し、国会開設に向けて九州の大同団結を確認した。
6月上京して貞三に鎮西日報購入資金600円の援助を取り付け、商業電報創刊に参画した。8月長崎に派遣され、長崎事件の経過を取材する傍ら、中村克二郎の依頼で中岡組の佐世保鎮守府工事入札の身元保証金集金に協力し、草刈武八郎、中倉万次郎、河内国十郎、神戸衛次右衛門から出資を取り付け、10月帰阪した。なお、入札は大倉組（大成建設）が獲得した。

### 清での活動
1887年（明治20年）10月19日長崎を出発して25日上海に到着、漢口楽善堂荒尾精と会い、20日漢口に入って楽善堂員に合流、商務の傍ら語学を学び、弁髪を蓄えた。
1888年（明治21年）ロシア帝国のシベリア鉄道計画に対し危機感を覚えた楽善堂では、軍事知識のある敬一を新疆に派遣し、イリ将軍劉錦棠の幕僚となってロシアの南下を阻止することを決めた。6月18日北御門松二郎、河原角次郎を伴い、ロシア軍の進入が想定されるイリ路、アクス路、タルバガタイ路、カシュガル路の偵察、回族、チベット族等の状態、清の軍事、産業政策の視察、楽善堂幹部支部の設立準備等を目的として新疆に向け出発したが、甘粛省蘭州府で先発の藤島武彦等と合流できず、10月29日漢口に帰還した。
1889年（明治22年）3月25日、中国人に扮して宋思斉と変名し、藤島武彦と再出発した。襄陽府、老河口、荊紫関、藍田、西安府、鳳翔府、秦州、鞏昌府、狄道州、蘭州、甘州、粛州、嘉峪関を経て玉門県から新疆に入り、ハミ、トルファン、ウルムチ、クルカラウス、イリ、タルバガタイ、ウリヤスタイ、天山路、アクス、カシュガル、ヤルカンド、ホータンを巡り、崑崙山脈を越えてチベットを視察し、ダルツェンドから重慶に戻り、3年後に帰還する計画だった。
漢水、終南山を経て5月8日西安府に到着、6月9日出発して9月無事蘭州府に到着した。ここで武彦は引き返すことを決め、西方40中国里の村落で別れたが、これを最後として消息が途絶えた。

## 失踪後
1905年（明治38年）日露戦争中波多野養作等により新疆で行方の調査が行われたが、手がかりはなかった。
1922,3年（大正11,12年）頃岡野増次郎が洛陽でアルシャー郡王と面会した際、過去に王府で日本人を一泊させたが、制止を振り切り新疆へ向かったとの証言を得た。
1935年（昭和10年）春台湾において祖父江某が敬一とミャンマーの豪族の娘との間に生まれた遺児を名乗り、敬一はミャンマーに移った後インドの革命運動で死去したと話し、篤志家の庇護を受けたが、その後上海に逃亡した。

## 親族

### 坂本家
- 祖父：坂本六之進[35]
- 父：琢左衛門 - 安藤庄兵衛弟[35]。
- 母：澄子 - 京都留守居[36]田村左右娘[35]。
  - 姉：さよ - 家老[37]松浦縮蔵に嫁ぐ[35]。
  - 妹：くら - 六之進の子晦介に嫁ぐ[38]。
    - 姪 - 楠本正翼に嫁ぐ[38]。
    - 甥：裕長 - 夭逝[38]。
    - 甥：裕二 - 陸軍歩兵少佐、台湾歩兵第2連隊附[38]。

廃藩後は志佐村で農業を営んだ。

### 浦家
- 父：浦貞元 - 平戸小学校長[40]。
- 母：道子 - 西郷久九郎娘[1]。
  - 妹 - 夭折[1]。
  - 弟：甚之助 - 夭折[1]。
  - 弟：六郎[1]
  - 弟：省蔵 - 名古屋陸軍兵器製造所機械製造部勤務[1]。
- 妻：時子 - 田村成之長女。許嫁で、1882年（明治15年）父貞元危篤のため帰省中、3月18日結婚[41]。

廃藩後は金禄公債、壱岐郡に所有の田地、平戸村に所有の山林から収入を得た。